# مديرية الاستراتيجية والدائرة الثالثة

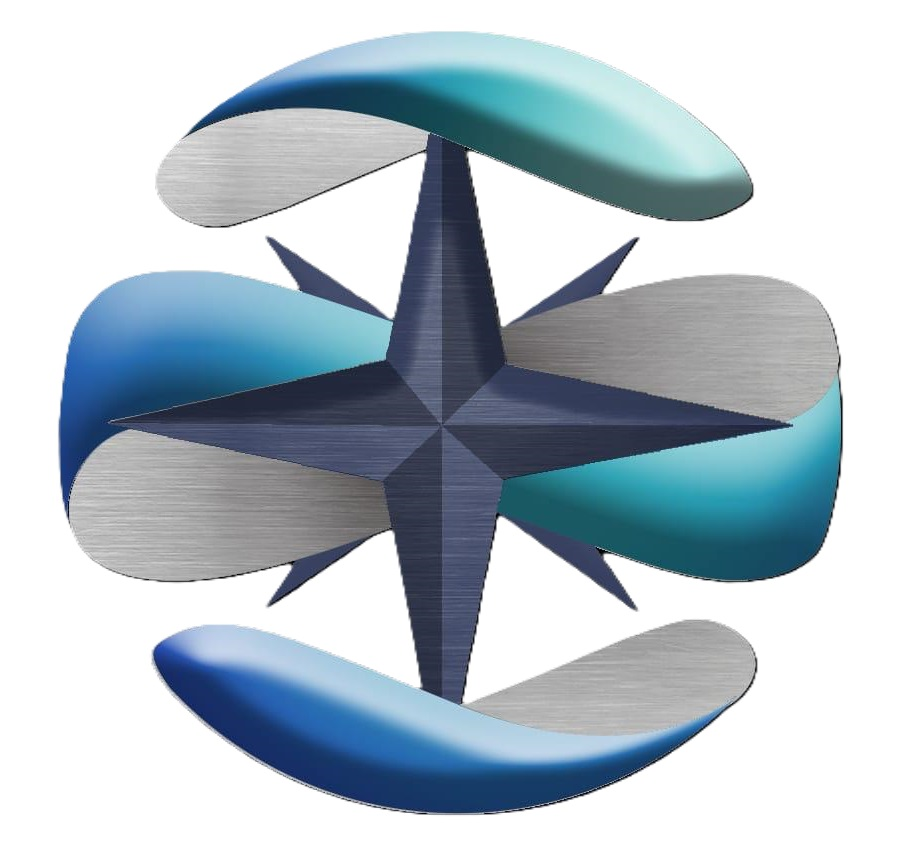
شعار مديرية الاستراتيجية والدائرة الثالثة

مديرية الإستراتيجية والدائرة الثالثة هي مديرية في هيئة الأركان العامة لالجيش الإسرائيلي ، شُكِّلَت في عام 2020 كجزء من خطة التنمية الخمسية لرئيس الأركان آنذاك أفيف كوخافي .

## تفاصيل عن المديرية
تهدف المديرية إلى تركيز نشاط الجيش الإسرائيلي فيما يتعلق بأعداء إسرائيل في الدائرة الثالثة (الذين لا يشتركون معها في الحدود)، وأهمهم إيران . وبهذا يُطلق على المديرية أيضًا لقب قيادة إيران . ويرأس المديرية ضابط كبير في الجيش الإسرائيلي برتبة ألوف ، أي ما يعادل رتبة لواء في الدول العربية. 
مع إنشاء المديرية، أُلْحِق بها قسمين، كانا في الأصل تابعين لمديرية التخطيط بالجيش الإسرائيلي : القسم الاستراتيجي - المسؤول عن التخطيط الاستراتيجي قصير وطويل المدى، وقسم التعاون الدولي (ICD) - المسؤول عن علاقات الجيش الإسرائيلي مع القوات المسلحة الأجنبية وقوات حفظ السلام والمنظمات الدولية. ويرأس كلا الفرقتين ضباط برتبة تات ألوف (تعادل رتبة عميد في الدول العربية).  
إلى جانب هاتين الفرقتين، تضم المديرية مقر إيران، بقيادة ضابط برتبة ألوف ميشني ( تعادل رتبة عقيد في الدول العربية )، المسؤول عن تركيز وتنسيق جميع الجهود العسكرية في الصراع بالوكالة بين إيران وإسرائيل .  
ويتولى رئيس المديرية منذ سبتمبر 2023 ألوف إليعازر توليدانو .